# Les Annales de la recherche urbaine
Pour les articles homonymes, voir Annales (homonymie).
Les Annales de la recherche urbaine est un périodique français édité par le Plan Urbanisme Construction Architecture à partir de 1979, qui publie des articles et études portant sur l'urbanisme, l'architecture et la sociologie de l'architecture.

## Articles publiés
Cette liste, non exhaustive, reprend certains des principaux auteurs d'articles publiés dans les différents numéros des Annales.
- François Ascher
- Azouz Begag
- Alain Bertho
- Maurice Clauzier
- Catherine Delcroix
- Régis Dericquebourg
- William Gasparini
- Michel Grossetti
- Henri-Pierre Jeudy
- Anne Querrien
- Thérèse Saint-Julien
- Stéphane Vial
- Loïc Wacquant